# 나주이화학교
나주이화학교는 전라남도 나주시 산포면에 있는 공립 특수학교이다.

## 연혁
- 2013년 3월 1일 : 개교